# Haakon Ditlef Lowzow
Haakon Ditlef Lowzow, född 5 oktober 1854 i Kristiania (nuvarande Oslo), död där 12 augusti 1915, var en norsk militär och politiker (Venstre).
Lowzow blev officer 1876 och avancerade till överstelöjtnant 1904. Han började redan som ung officer energiskt arbeta för utvecklingen av Norges försvarskrafter och författade många skrifter samt bidrag till fack- och dagspressen angående militära frågor. Mycket bemärkta blev de militärpolitiska idéer, som han våren 1908 utvecklade i ett företal till den av Georg Stang efterlämnade skriften om Glommalinjen, så mycket mera som han kort förut, den 10 april samma år, inträtt som försvarsminister i Gunnar Knudsens ministär. Lotzows program som statsråd åsyftade först och främst att söka genomföra en redan länge planlagd och förberedd ny härordning. Hans medverkan härtill beredde honom många svårigheter, och vid Stortingets detaljbehandling undergick hans förslag genomgripande ändringar. Han avgick som statsråd den 20 augusti 1909 och blev samtidigt utnämnd till generalmajor och chef för kavalleriet.